# Lac de Bonlieu
Der Lac de Bonlieu ist ein See im französischen Jura, im Département Jura, rund 25 Kilometer ostsüdöstlich von Lons-le-Saunier in der Region Bourgogne-Franche-Comté. Er liegt auf 791 m ü. M. auf dem Boden der Gemeinde Bonlieu und nimmt eine Fläche von rund 17 ha ein. Der See ist 725 m lang und maximal 300 m breit. Seine größte Tiefe beträgt 13 m.
Der Lac de Bonlieu wird im Süden und Osten von bewaldeten, teils felsigen Kämmen des Hochjuras (Forêt de la Chaux du Dombief) flankiert, die bis auf 1000 m ü. M. ansteigen. Er besitzt auf dieser Seite steile Ufer, währenddessen die westlichen und nördlichen Uferpartien relativ flach und teilweise von einem Sumpfgürtel gesäumt sind. Gespeist wird der Lac de Bonlieu durch das von den umgebenden Hängen herabfließende Niederschlagswasser und vermutlich durch sublakustrische Quellen. Der See wird nach Norden entwässert und gehört zum Einzugsgebiet des Hérisson, eines linken Nebenflusses des Ain.